# Monterissa gowerensis
Monterissa gowerensis es una especie de molusco gasterópodo de la familia Hydrocenidae en el orden de los Archaeogastropoda.

## Distribución geográfica
Es  endémica de Australia. 